# Spencer O’Brien
Spencer O’Brien (* 2. Februar 1988 in Alert Bay) ist eine ehemalige kanadische Snowboarderin. Sie startete im Slopestyle.

## Werdegang
O’Brien nahm von 2005 bis 2019 an Wettbewerben der TTR World Snowboard Tour teil. Dabei erreichte sie im März 2006 bei den Burton US Open im Stratton Mountain Resort mit dem zweiten Platz ihre erste Podestplatzierung. Bei den Winter-X-Games 2008 holte sie Bronze im Slopestyle. Zu Beginn der Saison 2008/09 belegte sie den dritten Platz bei den Burton New Zealand Open und den zweiten Rang im Big Air Wettbewerb beim Billabong SnowStock 08 im Snow Park. Es folgte ein Sieg bei der Winter Dew Tour in Breckenridge und zwei zweite Plätze bei der Tour am Mount Snow und Northstar-at-Tahoe. Bei den Winter-X-Games 2009 holte sie Silber im Slopestyle. In der folgenden Saison belegte sie bei der Winter Dew Tour den ersten Platz in Snowbasin und den dritten Platz am Mount Snow. Die Dew Tour beendete sie auf dem dritten Rang in der Slopestylewertung. In der Saison 2010/11 holte sie den zweiten Platz bei der Winter Dew Tour in Killington und den dritten Platz in Ogden. Bei der The Oakley Arctic Challenge 2011 in Oslo kam sie auf den zweiten Platz. In der folgenden Saison siegte sie bei der Winter Dew Tour in Breckenridge und in Snowbasin und beim O’Neill Evolution 2012 in Davos. Bei den Snowboard-Weltmeisterschaften 2012 in Oslo holte sie Gold im Slopestyle. Im März 2012 gewann sie Silber im Slopestyle bei den Winter-X-Games-Europe 2012 in Tignes.
Zu Beginn der Saison 2012/13 errang O’Brien den zweiten Platz bei der Winter Dew Tour in Breckenridge. Im Januar 2013 belegte sie beim U.S. Snowboarding Grand Prix in Copper Mountain den achten Platz. Dies war ebenfalls ein FIS-Weltcuprennen und damit ihr erstes Weltcuprennen. Eine Woche später gewann sie Gold im Slopestyle bei den Snowboard-Weltmeisterschaften 2013 in Stoneham. Im selben Monat holte sie Silber im Slopestyle bei den Winter-X-Games 2013 in Aspen. Bei den Burton US Open in Vail siegte sie im Slopestyle. Die Saison beendete sie auf dem fünften Platz in der World Snowboard Tour-Slopestylewertung. Im Januar 2014 holte sie Bronze im Slopestyle bei den Winter-X-Games.
Bei ihrer ersten Olympiateilnahme 2014 in Sotschi kam sie auf den 12. Platz im Slopestyle. Den zweiten Rang erreichte sie bei den Burton US Open 2014 in Vail. Bei den Burton US Open 2015 in Vail kam sie im Slopestyle auf den dritten Platz. Zu Beginn der Saison 2015/16 kam sie bei der Winter Dew Tour in Breckenridge im Slopestyle auf den zweiten Platz. Bei den Winter-X-Games 2016 in Aspen gewann sie die Goldmedaille im Slopestyle. Im Februar 2016 wurde sie bei den X-Games Oslo 2016 Vierte im Big Air. Bei den Snowboard-Weltmeisterschaften 2016 in Yabuli errang sie den sechsten Platz im Big Air-Wettbewerb und den vierten Platz im Slopestyle. In der Saison 2016/17 erreichte sie im Weltcup mit drei Top-Zehn-Platzierungen, darunter Platz zwei im Slopestyle in Špindlerův Mlýn den 25. Platz im Freestyle-Weltcup. Außerdem wurde sie in der Saison Dritte im Slopestyle bei den Burton US Open und jeweils Fünfte im Slopestyle und im Big Air bei den X-Games Norway 2017 in Hafjell.
Bei den Olympischen Winterspielen 2018 in Pyeongchang im erstmals im Rahmen der olympischen Snowboard-Bewerbe ausgetragenen Big Air erreichte die 30-Jährige am 22. Februar hinter Anna Gasser den neunten Rang. Im folgenden Jahr wurde sie bei den Winter-X-Games Vierte.